# Gyrinus woodruffi
Gyrinus woodruffi är en skalbaggsart som beskrevs av Henry Clinton Fall. Gyrinus woodruffi ingår i släktet Gyrinus och familjen virvelbaggar. Inga underarter finns listade i Catalogue of Life.